# 越谷吾山
越谷 吾山（こしがや ござん、享保2年（1717年） - 天明7年12月17日（1788年1月24日））は、俳人、方言研究家。
武蔵国越谷（現埼玉県越谷市）に生まれる。本名は会田秀真。通称は文之助。古馗庵、師竹庵、涼華房などと称する。始め佐久間柳居に学び、のち白井鳥酔に師事する。明和年間江戸で宗匠となり、内田沾山を頭目とする沾徳座に連なる。安永6年（1777年）法橋となる。方言研究でも知られ、日本初の方言研究書『物類称呼』を著した。

## 刊本
- 物類称呼 東条操校訂 岩波文庫 1941
- 諸国方言物類称呼 本文・釈文・索引 京都大学文学部国語学国文学研究室 1973
- 物類称呼 八坂書房 1976 (生活の古典双書)
- 雅言俗語俳諧翌桧 古辞書研究資料叢刊 第10巻 大空社 1995.11
- 物類稱呼 現代思潮新社 2006.12 (覆刻日本古典全集)

## 参考
- 越谷吾山 志田義秀 越谷吾山翁記念事業会 1934
- 杉本つとむ『越谷吾山』さきたま出版会 1989.9